# Die schwarzen Frauen
Die schwarzen Frauen ist der Titel eines expressionistischen Gemäldes, das von Marianne von Werefkin vermutlich im Jahr 1910 während ihres Aufenthalts in Murnau am Staffelsee und Sindelsdorf angefertigt wurde. Es befindet sich heute im Besitz des Sprengel Museums in Hannover.

## Beschreibung und Deutung

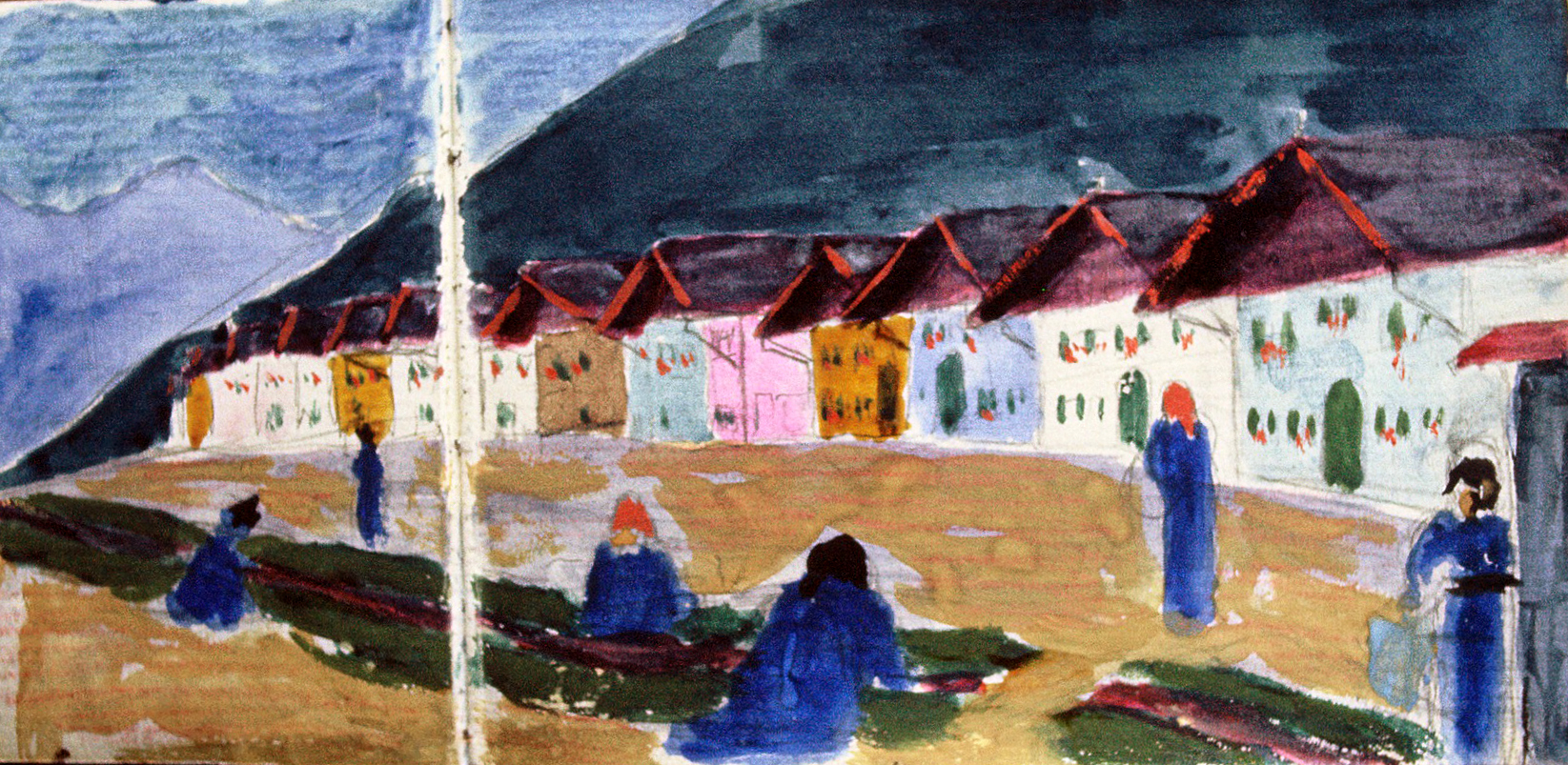
Marianne von Werefkin: Vorskizze zu dem Gemälde Die schwarzen Frauen. Skizzenbuch a/23, Fondazione Marianne Werefkin, Ascona, datiert: Dezember 1908

Das Gemälde ist in der Maltechnik Gouache auf Karton ausgeführt und hat die Maße 72,5 × 111,5 cm. Es gehört heute zur Sammlung des Sprengel Museums Hannover. In dem Gemälde skizziert Werefkin mehrere Frauen in schwarzer oder dunkelblauer Kleidung, die weiße Bündel oder Säcke auf dem Rücken tragen. Sie scheinen nach einem arbeitsreichen Tag auf dem Rückweg zu ihrem Dorf in den Bergen zu sein. Die dargestellte Szene zeigt im Hintergrund eine Reihe von Häusern und hohe Berge. Vermutlich haben die Frauen in dem lilafarbenen Bach Wäsche gewaschen und packen diese nun zusammen, um sie vor Einbruch der Nacht heimzutragen. Es ist nicht das einzige Bild von Werefkin, das Frauen mit einer Last auf dem Rücken zeigt. Aus dem Jahr 1909 stammt das Bild Heimkehr/Il ritorno (52 × 80,5 cm, Tempera auf Karton, Fondazione Marianne Werefkin, Ascona, Inventarnummer: FMW 0-0-12), das ein ähnliches Motiv darstellt, aber eine völlig andere Farbigkeit aufweist.

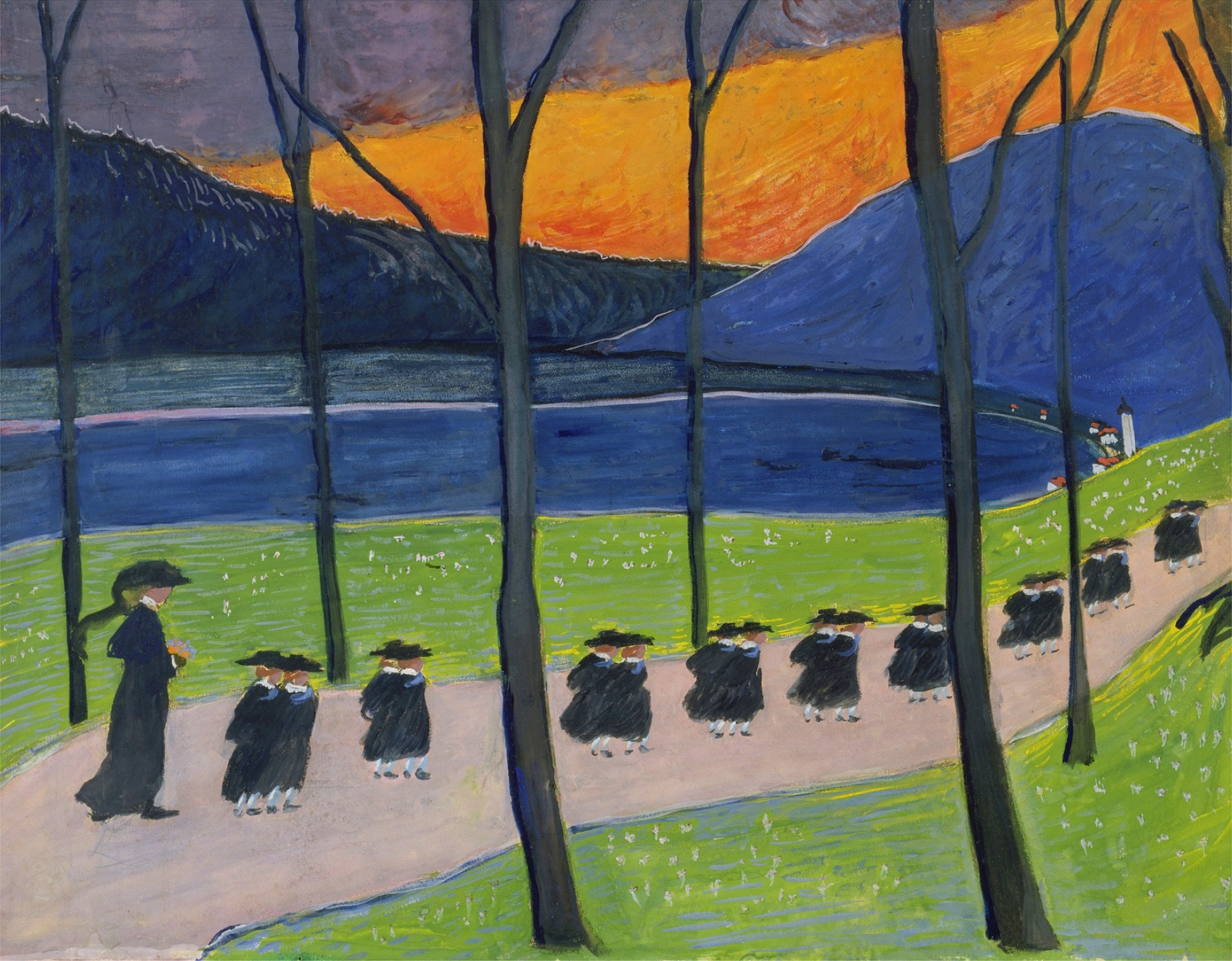
Marianne von Werefkin, Herbst (Schule), etwa 1907/1910, Museo comunale d’arte moderna, Ascona

Werefkins Bilder Schwarze Frauen und ein ähnliches mit dem Titel Herbst (Schule), um 1907/10, haben gemeinsame kompositorische und farbliche Elemente. In beiden Bildern schreiten Menschen, Mädchen, beziehungsweise erwachsene arbeitende Frauen in schwarzer Kleidung in einer Art Prozession in Richtung einer bedrohlich wirkenden blauen Bergkulisse mit rotem, beziehungsweise orangem Licht im Himmel, das in den Bildern die einzigen leuchtenden Flächen darstellt. Der Gang der Personen kann als Lebensweg aufgefasst werden. Im Herbstbild deutet das Grün der Wiesen auf das Wachsen der Kinder und ihr noch vor ihnen liegendes Leben hin, im anderen Bild könnte das dunkle Blau der hereinbrechenden Nacht auf das Lebensende hinweisen. Das Orange oder Rot sind demnach als Erlösungsmotiv aufzufassen. Im Herbstbild herrscht Ruhe und Zuversicht, die Mädchengruppe mit ihrer Lehrerin oder Erzieherin bewegt sich auf einem Weg vom linken Bildrand in Richtung eines Bergdorfes an einem Seeufer mit Kirchturm. Das Bild der schwarzen Frauen hingegen strömt im Gegensatz dazu Zweifel und Unruhe aus. Fünf der alten Frauen gehen hier von rechts nach links an einer Häuserkulisse vorbei, die aber nichts Häusliches hat, Fenster und Eingänge sind unbeleuchtet, aber an manchen Fenstern sind rötliche Blumen angedeutet. Zwei von ihnen hocken im Bildvordergrund noch zusammen. Eine geht abseits der Hauptgruppe am andern Ufer des Wasserlaufs. Sie hat ihr Bündel unter den rechten Arm geklemmt und damit eine nach links gekrümmte Körperhaltung eingenommen. Dieses Bild hat eine ausgeprägte Perspektive mit Fluchtpunkt, der mittig am linken Rand des Bildes liegt. Der Gang der Frauen führt abwärts in eine dunkle Schlucht. Über dieser steht am Himmel das Abendrot, das durchaus als Alpenglühen betrachtet werden kann. In diesem Bild verwendet die Malerin schwarz gezeichnete Konturen. Die Bewegung der Figuren und ihr dadurch entstehender visuelle Eindruck eines „Nicht-zu Hause-seins“ erhält in diesem Bild ein traumatisches Element. Das Motiv der Bewegung, des Ganges, hat bei Marianne von Werefkin immer eine doppelte Bedeutung. Einerseits ist es der Gang nach irgendwo als Vergänglichkeit aufzufassen, als ein Nicht-zu-Hause-sein und als Übergang, allerdings auch andererseits die Veränderung des Menschen in positive Richtung.
Von dem Gemälde existiert eine farbige Skizze in Werefkins Skizzenbuch, die auf Dezember 1908 datiert ist.

## Bedeutung der Farbe
Marianne von Werefkin hat sich lange mit der Bedeutung der Farbe befasst. Sie bezog sich auf die Erkenntnisse Paul Gauguins und der Künstlergruppe Nabis und der Fauves, nachdem die Farbe nicht gleichzusetzen mit der Beleuchtung von Bildgegenständen und damit das Fehlen aller Schatten und Auflösung des Raumes sei. In dem Bild verwendet sie nur Blau und Rot als Grundfarben, damit erzeugt sie beim Betrachten gezielt „Dissonanzen“ und einen „Farbschock“. Werefkin ließ sich in ihrer Malweise auch von der Kunstströmung Cloisonismus, die sie bei einem Besuch der Künstler im französischen Pont-Aven kennenlernte, beeinflussen, besonders was die Konturierung ihrer Zeichnung betrifft. Sie verwendet im Gegensatz zur damaligen Kunstauffassung provokativ die Nichtfarben Schwarz und Weiß gleichberechtigt mit den anderen. So wählt sie in Übereinstimmung mit der Schule von Pont-Aven Schwarz für die Konturen der Schwarzen Frauen, für das Herbstbild im Gegensatz jedoch Weiß, was den strengen Regeln des Cloisonismus widersprach. Mit dieser Technik grenzt sie Farbflächen sauber gegeneinander ab, ohne die Übergänge zu verwischen. Marianne von Werefkin nahm sich, unüblich für jene Zeit, alle künstlerischen Freiheiten heraus. In kompositorischer Hinsicht hat in ihren Werken die Linie, und vor allem die Diagonale eine herausragende Bedeutung. Dazu kommen allerdings im Herbstbild die senkrechten Linien der dünnen Baumstämme. Das entspricht ihrer Auffassung über das Zusammenspiel von Farbe und Zeichnung. Malte die Künstlerin früher mit Ölfarben, benutzte sie ab 1906 nur noch Mischtechniken, die aus Aquarell- und Gouachefarben, Bleistift, Pastell und Kreide bestehen und unterschiedlich kombiniert werden. Sie spricht von einer Ehrlichkeit in der Malerei und der Farbe und verwendete zunehmend eine Maltechnik mit Temperafarben. Zwei Jahre später, 1912, übernimmt ihr Malerkollege Wassily Kandinsky in seiner Schrift Über das Geistige in der Kunst: insbesondere in der Malerei, ohne Werefkin zu erwähnen, ihre Gedanken und Aussagen. Er schreibt über die Verwendung von nicht harmonierenden Grundfarben, wie bestimmte Blau- und Rottöne, wie sie in Werefkins Bild erscheinen: „In mittlerem Zustande, wie Zinnober, gewinnt das Rot an der Beständigkeit des scharfen Gefühls: Es ist wie eine gleichmäßig glühende Leidenschaft, […], die sich aber durch Blau löschen läßt, wie glühendes Eisen durch Wasser. Dieses Rot verträgt überhaupt nichts Kaltes und verliert durch dasselbe an seinem Klang und Sinn. Oder besser zu sagen: Diese gewaltsame tragische Abkühlung erzeugt einen Ton, welcher als Schmutz besonders heute von Malern vermieden und verpönt wird. Und dieses mit Unrecht.“

## Rezeption
In den Bildern von Marianne von Werefkin sind oft Reihungen von Menschen, meist Frauen, aber auch Arbeiter dargestellt, die in schwarzer Kleidung und mit bedecktem Kopf prozessionsartig eine Straße oder einen Weg entlang gehen. Diese Reihungen machten für den Kunstkritiker Heinz Ohff die Virtuosität ihrer Bilder aus. In der Berliner Zeitung Der Tagesspiegel vom 12. November 1989 schrieb er anlässlich einer Ausstellung der Werke von Werefkin:

„Menschen, […], Häuser, eins wie das andere […] werden nicht wie Individuen, eher als immerfort Wiederkehrendes behandelt und dargestellt. Die Werefkin paßt fast besser in unser Massenzeitalter als die meisten Expressionisten-Vorläufer […]. Von ihrem Lehrer Ilja Repin übernimmt sie den Hang zur bitteren Sozialkritik.“

Das Bild Schwarze Frauen war am 9. Juni 2014 Thema eines sogenannten KunstGottesdienstes im Sprengelmuseum, Hannover zu Pfingsten. Die Predigt hielt der Stadtsuperintendent von Hannover Hans-Martin Heinemann.